# Депутатский запрос
Депутатский запрос — официальное обращение депутата в государственные органы или к должностным лицам с требованием предоставить какие-либо сведения.
В России согласно статье 14 федерального закона «О статусе члена Совета Федерации и статусе депутата Государственной Думы Федерального Собрания Российской Федерации» право депутатского запроса имеют депутаты Государственной Думы и члены Совета Федерации. Депутатский запрос может быть обращен к правительству, генеральному прокурору, председателю Центрального банка, руководителям иных исполнительных органов государственной власти. Должностное лицо, которому направлен запрос, должно дать ответ на него в письменной форме не позднее чем через 30 дней со дня его получения или в иной, согласованный с инициатором запроса срок. Кроме того, право депутатского запроса принадлежит депутатам представительных органов субъектов РФ и органов местного самоуправления, но не предусмотрено федеральным законом «Об общих принципах организации местного самоуправления в Российской Федерации» (от 06.10.2003 г. № 131-ФЗ), а регулируется региональным законодательством.
По опубликованному в 2005 году «Новой газетой» мнению депутата Госдумы третьего созыва Владимира Семаго, немалое количество депутатских запросов являлись следствием лоббистской деятельности депутатов, в 2014 году АИФ публиковала примерный порядок цен на депутатские запросы.